# Organized
Organized é um álbum solo do músico inglês Morgan Nicholls, lançado em 2000. Deste álbum foram lançados como single as canções "Miss Parker", "Soul Searching", "Flying High" e "Sitting in the Sun".

## Faixas
1. "Flying High" – 3:33
2. "Something He Said" – 4:19
3. "Sitting in the Sun" – 3:59
4. "When I Close My Eyes" – 6:02
5. "Paparazzi" – 2:51
6. "Soul Searching Part 1" – 3:26
7. "Soul Searching Part 2" – 4:36
8. "Here Comes the Rain" – 5:47
9. "Organized" – 3:33
10. "Miss Parker" (Morgan Original Long Version) – 5:03
11. "At the Flamingo Hotel" – 5:06
12. "Fistful of Love" – 2:42
13. "Heaven Come Quickly" – 4:54